# NHL Challenge
Die NHL Challenge bietet ausgewählten NHL-Teams die Möglichkeit, sich außerhalb von Nordamerika mit Spielen gegen europäische Mannschaften auf die kommende Saison vorzubereiten. Die Spiele werden von Schiedsrichtern aus der NHL gepfiffen und verlaufen ebenfalls nach den Regeln der NHL.
Bisher wurde die NHL Challenge lediglich in skandinavischen Ländern ausgetragen, allerdings ist mittlerweile auch im Gespräch, ein deutsches Team gegen eine Mannschaft aus Nordamerika antreten zu lassen, da die Lanxess Arena einen guten Standort bieten würde.

## Austragungen

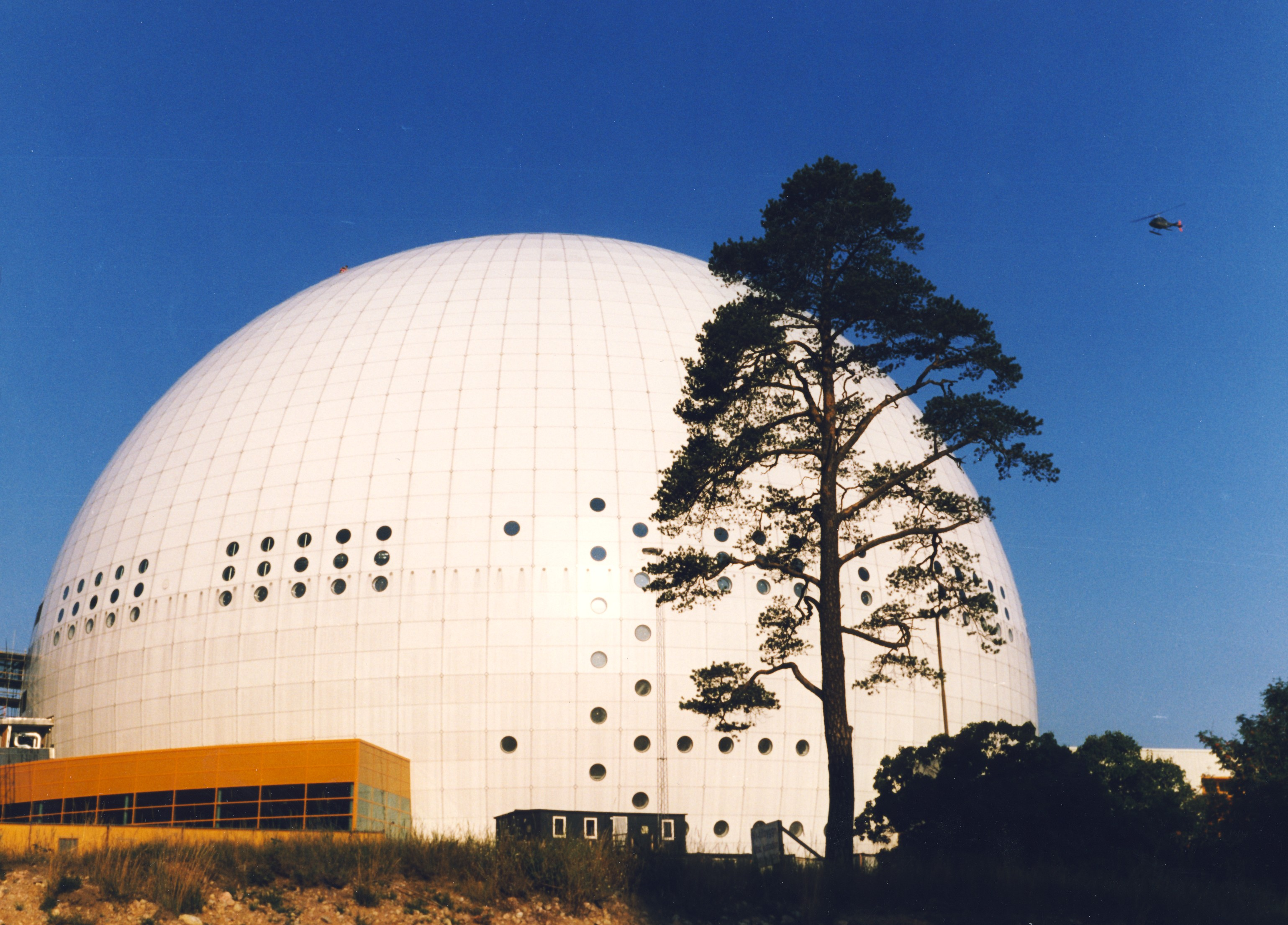
Globen, Stockholm

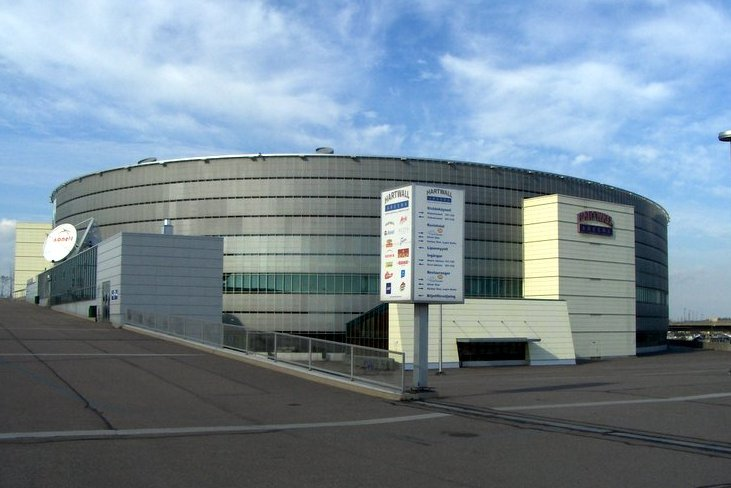
Hartwall Areena, Helsinki

### 2000
| 13. September | Globen, Stockholm | Vancouver Canucks | 5-2 | MODO Hockey    |
| 15. September | Globen, Stockholm | Vancouver Canucks | 2-1 | Djurgårdens IF |

### 2001
| 17. September | Globen, Stockholm | Colorado Avalanche | 5-2 | Brynäs IF |

### 2003
| 16. September | Hartwall Areena, Helsinki | Toronto Maple Leafs | 5-3 | Jokerit        |
| 18. September | Globen, Stockholm         | Toronto Maple Leafs | 9-2 | Djurgårdens IF |
| 19. September | Globen, Stockholm         | Toronto Maple Leafs | 3-0 | Färjestad BK   |